# Comuna Berlozî, Kozeleț
Berlozî (în ucraineană Берлози) este o comună în raionul Kozeleț, regiunea Cernihiv, Ucraina, formată din satele Berlozî (reședința), Ceasnivți, Hlomazdî și Sîvuhî.

## Demografie
Componența lingvistică a comunei Berlozî
     Ucraineană (98,58%)
     Rusă (1,22%)
     Alte limbi (0,05%)
Conform recensământului din 2001, majoritatea populației comunei Berlozî era vorbitoare de ucraineană (98,58%), existând în minoritate și vorbitori de rusă (1,22%).